# Leonard Ravenhill
 (février 2020).
Pour les articles homonymes, voir Ravenhill.
Leonard Ravenhill (18 juin 1907 - 27 novembre 1994) est un évangéliste  évangélique anglais, et un écrivain qui s'est concentré sur les sujets de la prière et du réveil. Il est surtout connu pour ses livres et ses sermons orientés vers l'Église primitive, telle que représentée dans le livre des Actes. Il était un partisan de la théorie de l’expiation du gouvernement moral. Son livre le plus populaire est Why Revival Tarries? [Pourquoi le réveil tarde-t-il à venir?], qui s'est vendu à plus d'un million d'exemplaires dans le monde. 

## Biographie
Né à Leeds, dans le Yorkshire, en Angleterre, le 18 juin 1907, Ravenhill fait ses études de théologie au Cliff College en Angleterre et siège sous le ministère de Samuel Chadwick (methodiste wesleyien). Il est étudiant en histoire de l'église, avec un intérêt particulier pour le réveil chrétien. 

### Ministère
Ses réunions d'évangélisation pendant la Seconde Guerre mondiale attirent de grandes foules. Beaucoup de convertis se consacrent au ministère chrétien et aux missions étrangères. 
En 1939, il épouse une infirmière irlandaise, Martha (1912-2001). Les Ravenhills ont trois fils : Paul, David et Philip. Paul et David choisissent une carrière pastorale. Philip l'a également été quelque temps avant de se spécialiser en histoire de l'art africain. Il est décédé d'une crise cardiaque en 1997. 
En 1950, Ravenhill et sa famille quittent la Grande-Bretagne pour s'installer aux États-Unis. Dans les années 1960, ils voyagent aux États-Unis pour y organiser des tentes de réveil et des réunions d'évangélisation. 
Dans les années 1980, Ravenhill déménage dans une maison située près de Lindale, au Texas à proximité du ranch Last Days Ministries. Il donne régulièrement des cours à Last Days Ministries et est un mentor pour Keith Green. Il enseigne également au Bethany College of Missions, dans le Minnesota, et à Seguin, au Texas. 
Il influence particulièrement Keith Green, Ravi Zacharias, Tommy Tenney, Steve Hill, Michael L. Brown, Charles Stanley, Bill Gothard, Paul Washer et David Wilkerson. 
Il est un ami proche du pasteur et écrivain A. W. Tozer ainsi que du chanteur Keith Green. 
Dans son enseignement et ses livres, Ravenhill aborde les disparités qu'il perçoit entre l'Église du Nouveau Testament et l'Église à son époque et appelle à l'adhésion aux principes du réveil biblique. 

Tozer dit de Ravenhill : 
 « Pour de tels hommes, l'église a une dette trop lourde à payer. Ce qui est curieux, c'est qu'elle essaie rarement de le rétribuer tant qu'il vit. La génération suivante construit plutôt son sépulcre et écrit sa biographie; comme si elle voulait instinctivement et maladroitement s'acquitter d'une obligation largement ignorée par la génération précédente ».

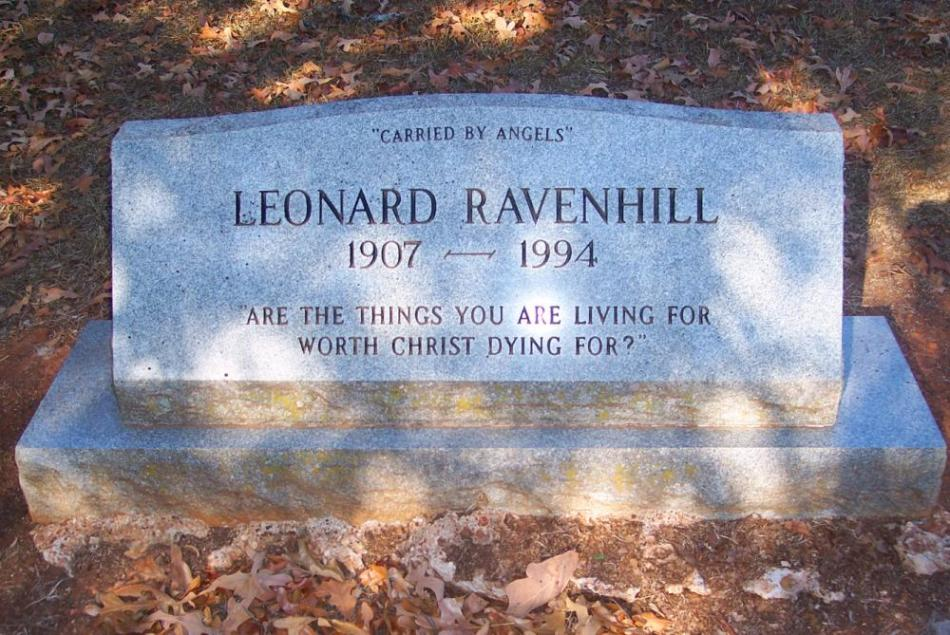
Cimetière de Garden Valley à Garden Valley au Texas

Ravenhill est décédé le 27 novembre 1994 et est enterré au cimetière Garden Valley à Garden Valley, au Texas près de la tombe de l'artiste de musique contemporaine chrétienne Keith Green. 
En 2011, Free Grace Press a publié une biographie complète de Leonard Ravenhill, écrite par Mack Tomlinson, intitulée In Light of Eternity.

## Œuvres
- (en) Leonard Ravenhill, John Wesley: Portrait of a Revival Preacher. , Leonard Ravenhill., n.d.
- (en) Leonard Ravenhill, We wrestle not! , Dixon, MO, Rare Christian Books, n.d.
- (en) Leonard Ravenhill, Final message to the church , Dixon, MO, Rare Christian Books, n.d.
- (en) Leonard Ravenhill, No greater than his prayer life , Wheaton, IL, TEAM, n.d.
- (en) Leonard Ravenhill, Why Revival Tarries , Minneapolis, Bethany House Publishers, 1959
- (en) Leonard Ravenhill, Meat For Men , Minneapolis, Bethany House Publishers, 1961
- (en) Leonard Ravenhill et Fuller David Otis, A Treasury of Prayer , Doral, FL, Christian Litho, INC, 1961
- (en) Leonard Ravenhill, Revival Praying , Minneapolis, Bethany House Publishers, 1962
- (en) Leonard Ravenhill, Tried & Transfigured , Minneapolis, Bethany House Publishers, 1963
- (en) Leonard Ravenhill, Zeal - love ablaze! , Minneapolis, Bethany House Publishers, 1964
- (en) Leonard Ravenhill, Sodom Had No Bible , Minneapolis, Bethany House Publishers, 1971
- (en) Leonard Ravenhill, America is Too Young To Die , Minneapolis, Bethany House Publishers, 1979
- (en) Leonard Ravenhill, Where are the Elijahs of God? , Lindale, TX, Last Days Ministries, 1981
- (en) Leonard Ravenhill, Prayer , Lindale, TX, Last Days Ministries, 1982
- (en) Leonard Ravenhill, Revival, God's way , Minneapolis, Bethany House Publishers, 1983
- (en) Leonard Ravenhill, Heart breathings : in poetry and prose , Stoke-on-Trent [UK], Harvey & Tait, 1995